# Dècada del 510 aC

## Esdeveniments
- Pisístrat és expulsat d'Atenes.

## Personatges importants
- 525 aC / 514 aC - Neix Temístocles, polític grec. (Mort entre els anys 464 aC i 449 aC)
- 519 aC - Neix Xerxes I, rei de l'Imperi Persa. (Mort el 465 aC)
- 514 aC - Neix Helü Wu, rei de la Xina. (Mort el 496 aC)
- 511 aC - Mor Annei, tercer emperador del Japó.